# Alternative Tentacles
La Alternative Tentacles è un'etichetta indipendente fondata nel giugno del 1979 a San Francisco, California, ed è  considerata una delle più longeve ed influenti etichette underground avendo prodotto sino ad oggi più di 350 dischi.

## Storia
Inizialmente il nome veniva citato come etichetta nel singolo di debutto autoprodotto dei Dead Kennedys California Über Alles, ma successivamente venne deciso di portare avanti un progetto che servisse a promuovere ed a produrre altre numerose band.
Il cantante dei Dead Kennedys Jello Biafra ed il chitarrista East Bay Ray formarono l'originaria società Alternative Tentacles; nel 1980 Biafra ne divenne l'unico proprietario.
Le prime produzioni comprendevano, oltre ai Dead Kennedys, punk band come Butthole Surfers, D.O.A. e 7 Seconds; ma essendo lo spirito principale dell'etichetta quello di promuovere artisti sensibili a tematiche sociali e politiche, nel corso degli anni è stato dato ampio spazio anche a generi musicali diversi, tra i quali hardcore, country, e rock and roll.
Nell'ottobre del 2002 la sede si è spostata ad Emeryville, sempre nello Stato della California.

## Artisti

### Artisti correnti
- Mumia Abu-Jamal
- Akimbo
- Alice Donut
- Black Kali Ma
- Jello Biafra
- BlöödHag
- Blowfly
- Burning Image
- Noam Chomsky
- Ward Churchill
- Creeps On Candy
- Crucifucks
- Dash Rip Rock
- D.O.A.
- Drunk Injuns
- The Evaporators
- eX-Girl
- Facepuller
- F-Minus
- The False Prophets
- The Flaming Stars
- Fleshies
- Half Japanese
- I Object
- Knights of the New Crusade
- Leftöver Crack
- Life After Life
- Los Olvidados
- Ludicra
- Nardwuar the Human Serviette
- NoMeansNo
- Pansy Division
- Part Time Christians
- Pilot Scott Tracy
- Report Suspicious Activity
- Skarp
- Slim Cessna's Auto Club
- SNFU
- Turn Me On Dead Man
- The Yuppie Pricks
- Howard Zinn
- Zolar X

### Artisti precedenti
- Amebix
- Brujeria
- Brutal Juice
- Butthole Surfers
- The Causey Way
- Comets on Fire
- Dead Kennedys
- The Dicks
- Lard
- Melvins
- Neurosis
- No WTO Combo
- The Phantom Limbs
- Toxic Reasons
- Tragic Mulatto
- Tribe 8
- Wesley Willis